# Yukihide Gibo
Yukihide Gibo (japanisch 儀保 幸英 Gibo Yukihide; * 2. April 1996 in der Präfektur Okinawa) ist ein ehemaliger japanischer Fußballspieler.

## Karriere
Gibo erlernte das Fußballspielen in der Schulmannschaften der Yomitan Jr High School und der Ryutsu Keizai University Kashiwa High School sowie in der Universitätsmannschaft der Okinawa International University. Von März 2017 bis Saisonende 2017 wurde er an den FC Ryūkyū ausgeliehen. Der Verein, der in der Präfektur Okinawa beheimatet ist, spielte 2017 in der dritten japanischen Liga, der J3 League. Hier absolvierte er zwei Spiele. Seinen ersten Profivertrag unterschrieb er 2019 beim FC Ryūkyū. Mittlerweile spielte der Klub in der zweiten Liga. Anfang 2020 wurde er vom Viertligisten Tegevajaro Miyazaki aus Miyazaki ausgeliehen. Mit dem Verein spielte er 2020 in der vierten Liga, der Japan Football League. Ende der Saison 2020 stieg er mit Klub als Tabellenzweiter in die dritte Liga auf. Hier spielte er noch eine Saison in der dritten Liga. Nach insgesamt 17 Ligaspielen kehrte er im Januar 2022 zu Ryūkyū zurück. Hier wurde sein Vertrag jedoch nicht verlängert. Im Februar 2022 verpflichtete ihn der Fünftligist Okinawa SV. Mit dem Verein spielte er in der Kyushu Soccer League. Am Ende der Saison 2022 feierte er mit dem Klub die Meisterschaft und anschließend den Aufstieg in die vierte Liga. Nach insgesamt 42 Ligaspielen, in denen er 15 Treffer erzielte, beendete er nach der Saison 2024 seine Karriere als Fußballspieler.

## Erfolge
Okinawa SV
- Kyushu Soccer League: 2022